# Stenotarsus fuscicornis
Stenotarsus fuscicornis es una especie de coleóptero de la familia Endomychidae.

## Distribución geográfica
Habita en Burma.